# Whitewater (Missouri)
Whitewater is een plaats (town) in de Amerikaanse staat Missouri, en valt bestuurlijk gezien onder Cape Girardeau County.

## Demografie
Bij de volkstelling in 2000 werd het aantal inwoners vastgesteld op 113.
In 2006 is het aantal inwoners door het United States Census Bureau geschat op 116, een stijging van 3 (2,7%).

## Geografie
Volgens het United States Census Bureau beslaat de plaats een oppervlakte van
0,5 km², geheel bestaande uit land. Whitewater ligt op ongeveer 103 m boven zeeniveau.

## Plaatsen in de nabije omgeving
De onderstaande figuur toont nabijgelegen plaatsen in een straal van 16 km rond Whitewater.